# Rychlí a zběsilí
Rychlí a zběsilí (v anglickém originále Fast & Furious nebo také Fast & Furious IV) je americký akční film ze série Rychle a zběsile. Na rozdíl od předchozí části Rychle a zběsile: Tokijská jízda (2006), kde nehrálo původní obsazení filmu, zde opět hrají Vin Diesel, Paul Walker a další. Premiéru měl 3. dubna 2009. Režie filmu se ujal stejně jako u několika jiných částí Justin Lin. Film začíná v Dominikánské republice, kde chce Diesel se svými kumpány ukrást palivo z jedoucího kamionu.

## Obsazení
| Vin Diesel          | Dominic Toretto |
| Paul Walker         | Brian O'Conner  |
| Jordana Brewsterová | Mia             |
| Michelle Rodriguez  | Letty           |
| John Ortiz          | Campos          |
| Laz Alonso          | Fenix           |
| Gal Gadotová        | Gisele          |
| Jack Conley         | Penning         |
| Shea Whigham        | Stasiak         |